# Bob Young
Bob Young (* 16. května 1945 Basingstoke, Anglie) je britský hudebník a spisovatel. Od roku 1968 spolupracuje s rockovou Status Quo, je spoluautorem několika jejích skladeb z různých období existence skupiny a na některých albech i hrál. V roce 1976 spolu s kytaristou Micky Moodym založil skupinu The Young & Moody Band, se kterou hrál do počátku následující dekády. Své první sólové album nazvané In Quo Country vydal v roce 1986. V roce 2002 hrál jako host na albu Lost Horizons elektronické skupiny Lemon Jelly.